# Sergei Ivanuskin
Sergei Ivanuskin (* 18. Januar 1988) ist ein ehemaliger litauischer Eishockeyspieler, der vorwiegend für Energija Elektrėnai in der lettischen Eishockeyliga spielte.

## Karriere
Sergei Ivanuskin begann seine Karriere als Eishockeyspieler beim litauischen Rekordmeister Energija Elektrėnai, für den er bereits 2004 als 16-Jähriger sein Debüt in der lettischen Eishockeyliga, in der der Klub damals antrat, gab. Auch in den Folgejahren wurde er vorwiegend in der lettischen Liga eingesetzt. 2010 wechselte er zum HK Selenograd in die drittklassige russische Perwaja Liga, wo er aber kaum zum Einsatz kam und 2011 seine Karriere beendete.

### International
Für Litauen nahm Ivanuskin im Juniorenbereich an den U18-Weltmeisterschaften 2005 und 2006 in der Division II sowie an den U20-Weltmeisterschaften 2005 und 2007 in der Division II, 2006 in der Division III und 2008 in der Division I teil.
Sein Debüt in der litauischen Herren-Nationalmannschaft gab er bei der Weltmeisterschaft 2008 in der Division I, in der er auch 2009 spielte. Zudem spielte er bei der Qualifikation für die Olympischen Winterspiele 2006 in Turin.

## Erfolge und Auszeichnungen
- 2006 Aufstieg in die Division II bei der U20-Weltmeisterschaft der Division III
- 2007 Aufstieg in die Division I bei der U20-Weltmeisterschaft der Division II, Gruppe B